# 1620er
Portal Geschichte | Portal Biografien | Aktuelle Ereignisse | Jahreskalender | Tagesartikel

◄ |
16. Jh. |
17. Jahrhundert
| 18. Jh. | ►

◄ |
1590er |
1600er |
1610er |
1620er
| 1630er | 1640er | 1650er | ►

1620 |
1621 |
1622 |
1623 |
1624 |
1625 |
1626 |
1627 |
1628 |
1629

## Ereignisse
- 1624: Die Niederländer gründen die Siedlung Neu-Amsterdam, (Nieuw Amsterdam) am Hudson River (heute New York City).
- Dreißigjähriger Krieg (1618 bis 1648).
- William Harvey macht einen Entwurf vom Blutkreislauf.

## Persönlichkeiten
- Ludwig XIII., König von Frankreich und Navarra
- Armand-Jean du Plessis, duc de Richelieu, Kardinal
- Ferdinand II., Kaiser des Heiligen Römischen Reiches Deutscher Nation, König von Ungarn, König von Böhmen
- Philipp IV., König von Spanien, Neapel, Sizilien und Portugal
- Georg Wilhelm, Herzog von Preußen und Kurfürst von Brandenburg
- Urban VIII., Papst
- Gregor XV., Papst
- Osman II., Sultan des Osmanischen Reiches und Kalif
- Mustafa I., Sultan des Osmanischen Reiches und Kalif
- Murad IV., Sultan des Osmanischen Reiches und Kalif
- Kösem Mahpeyker, Valide Sultan des Osmanischen Reiches
- Kyrillos I. Lucaris, Ökumenischer Patriarch von Konstantinopel
- Michael I., Zar in Russland
- Karl I., König von England, Schottland und Irland
- Jakob I., König von England, Schottland und Irland
- Sigismund III. Wasa, König von Polen und Großfürst von Litauen
- Jahangir, Großmogul von Indien
- Shah Jahan, Großmogul von Indien
- Chongzhen, Kaiser von China
- Tianqi, Kaiser von China
- Meishō, Kaiserin von Japan
- Go-Mizunoo, Kaiser von Japan